# Ética islámica
La ética islámica (en árabe, أخلاق إسلامية, akhlaq iislamia, de ajlâq, plural de julq,"disposición innata") se define como la mejora de las disposiciones naturales del ser humano, el 'buen carácter', que históricamente tomó forma gradualmente a partir del siglo VII y finalmente se estableció en el siglo XI. Finalmente se formó como una fusión exitosa de las enseñanzas del Corán, las enseñanzas del profeta Mahoma, los precedentes de los juristas islámicos (ver Sharia y Fiqh), la tradición árabe preislámica y elementos no árabes (incluidas las ideas griegas y persas) incrustadas o integradas con una estructura generalmente islámica.
Aunque la predicación de Mahoma produjo un cambio radical en los valores morales basado en las sanciones de la nueva religión y la religión existente, el temor a Dios y al Juicio Final, la práctica tribal de los árabes no se extinguió por completo. Más tarde, los eruditos musulmanes expandieron la ética religiosa del Corán y los hadices con gran nivel de detalle.

## Motivos fundacionales
La fuente fundacional en la codificación gradual de la ética islámica fue la comprensión e interpretación musulmana del Corán y las prácticas de Mahoma. Su significado siempre ha estado en el contexto de la sumisión activa a Dios (en árabe: Alá), realizada por la comunidad en su conjunto. La fuerza motriz en la ética islámica es la noción de que todo ser humano está llamado a 'dominar el bien y prohibir el mal' en todas las esferas de la vida. Los musulmanes entienden el papel de Mahoma como un intento de facilitar esta sumisión. Otro factor clave es la creencia de que a la humanidad se le ha otorgado la facultad de discernir la voluntad de Dios y cumplirla. Esta crucial facultad implica reflexionar sobre el significado de la existencia. Así, independientemente de su entorno, se cree que los humanos tienen la responsabilidad moral de someterse a la voluntad de Dios y seguir el islam (como se demuestra en el Corán, Corán 7.172).
Según el Corán, esta inclinación natural es subvertida por el enfoque de la humanidad hacia el éxito material: tal enfoque primero se presenta como una necesidad de supervivencia o seguridad básica, pero luego tiende a manifestarse en un deseo de distinguirse entre los compañeros. En última instancia, el enfoque en el materialismo, de acuerdo con los textos islámicos, obstaculiza la reflexión innata, lo que resulta en un estado de yahiliyya o 'descuido'.
Los musulmanes creen que Mahoma, como otros profetas del Islam, fue enviado por Dios para que recuerde a los seres humanos su responsabilidad moral y desafíe las ideas en la sociedad que se opongan a la sumisión a Dios. Según Kelsay, este desafío se dirigió contra cinco características principales de la Arabia preislámica:
1. La división de los árabes en diferentes tribus (basadas en la sangre y el parentesco). Esta categorización fue confrontada por el ideal de una comunidad unificada basada en la piedad islámica (taqwa), una comunidad 'Umma'.
2. La aceptación de la adoración de una multitud de deidades además de Alá, un punto de vista desafiante por el estricto monoteísmo islámico (tawhid), que dicta que Alá no tiene acompañante ni igual en la adoración.
3. El rasgo de virilidad (muruwwa), que el islam desanimó, enfatizando en cambio los rasgos de humildad y piedad.
4. El enfoque en alcanzar la fama o establecer un legado, que fue reemplazado por el concepto de que la humanidad sería llamada a rendir cuentas ante Dios en el día de la resurrección (Qiyamah).
5. La reverencia y el cumplimiento de las tradiciones ancestrales, una práctica desafiada por el islam, asignando en cambio la primacía de sometimiento a Dios y el seguimiento de la revelación.

Estos cambios radican en la reorientación de la sociedad con respecto a la identidad y la vida de las creencias musulmanas, la visión del mundo y la jerarquía de valores. Desde el punto de vista de las generaciones posteriores, causó una gran transformación en la sociedad y el orden moral de la vida en la Península arábiga. Para Mahoma, aunque la Arabia preislámica ejemplificaba la 'negligencia', no carecía por completo de méritos. Mahoma aprobó y exhortó ciertos aspectos de la tradición árabe preislámica, como el cuidado de los parientes cercanos, las viudas, los huérfanos y otras personas necesitadas y por el establecimiento de la justicia. Sin embargo, estos valores se reordenarían en importancia y se situarían en el contexto del monoteísmo estricto.

## Mandamientos morales
En el capítulo 17, 'Al-Israa' ('El viaje nocturno'), versículos Corán 17.22, el Corán proporciona un conjunto de estipulaciones morales que están 'entre los (preceptos de) sabiduría, que tu Señor te ha revelado' que se pueden clasificar razonablemente como diez. Según S. A. Nigosian, profesor de estudios religiosos en la Universidad de Toronto, se parecerían a los Diez Mandamientos de la Biblia y 'representan la declaración más completa del código de conducta que todo musulmán debe seguir'. Sin embargo, estos versículos no son considerados por los eruditos islámicos como apartados de cualquier otra estipulación moral en el Corán, ni son considerados como un sustituto, reemplazo o abrogación de algún otro conjunto de mandamientos como se encuentra en las revelaciones anteriores.
1. Adora solo a Dios: No pongas junto con Alá a otro dios; si no, te encontrarás denigrado, abandonado. (17:22 /1lE Corán  17.22 ).
2. Sé amable, honorable y humilde con los padres: Tu Señor ha decretado que no debéis servir sino a Él y que debéis ser buenos con vuestros padres. Si uno de ellos o ambos envejecen en tu casa, no les digas: «¡Uf!» y trates con antipatía, sino sé cariñoso con ellos. (17 : 23/1lE Corán  17 . 23) Por piedad, muéstrate deferente con ellos y di: «¡Señor, ten misericordia de ellos como ellos la tuvieron cuando me educaron siendo niño!». (17 : 24 /1lE Corán  17 . 24 ).
3. No seas tacaño ni derrochador en tus gastos: Da lo que es de derecho al pariente, así como al pobre y al viaiero, pero sin prodigarte demasiado. (17 : 26 /1lE Corán  17 . 26 ) De hecho, los pródigos son hermanos de los demonios, y el Demonio es desagradecido para con su Señor. (17 : 27 /1lE Corán  17 . 27 ) Si, buscando una misericordia venida de tu Señor, que esperas, tienes que apartarte de aquellos, diles, al menos, una palabra amable. (17 : 28 /1lE Corán  17 . 28 ) No lleves la mano cerrada a tu cuello, ni la extiendas demasiado; si no, te encontrarás censurado, falto de recursos. (17 : 29 /1lE Corán  17 . 29 ).
4. No participes en "asesinatos misericordiosos" por miedo al hambre: ¡No matéis a vuestros hijos por miedo a empobreceros! Somos nosotros quienes les proveemos, y a vosotros también. Matarles es un gran pecado. (17 : 31/1lE Corán  17 . 31).
5. No cometas adulterio: ¡Evitad la fornicación: es una deshonestidad! ¡Mal camino...! (17 : 32/1lE Corán  17 . 32).
6. 'No mates injustamente:  No matéis a nadie que Dios haya prohibido, sino con justo motivo. Si se mata a alguien sin razón, damos autoridad a su pariente próximo, pero que éste no se exceda en la venganza. Se le auxiliará. (17 : 33/1lE Corán  17 . 33).
7. Cuidad de los niños huérfanos: No toquéis la hacienda del huérfano sino de manera conveniente hasta que alcance la madurez. (17 : 34 /1lE Corán  17 . 34 ).
8. Cumple tus promesas: ...¡Cumplid todo compromiso, porque se pedirá cuenta de él! (17 : 34 /1lE Corán  17 . 34 ).
9. Se honesto y justo en las interacciones mutuas: Y dar una medida completa cuando mides, y pesar con una balanza uniforme. Esa es la mejor [forma] y el mejor resultado. (17 : 35/1lE Corán  17 . 35).
10. No seas arrogante en las afirmaciones o creencias de uno: No vayas tras algo de lo que no tienes ningún conocimiento. Del oído, de la vista, del intelecto, de todo eso se pedirá cuenta. (17 : 36/1lE Corán  17 . 36) No vayas por la tierra con insolencia, que no eres capaz de hender la tierra, ni de alzarte a la altura de las montañas. (17 : 37/1lE Corán  17 . 37).

Muchos teólogos musulmanes ven la Regla de oro implícita en algunos versos del Corán y en los hadices. La regla de oro fue acordada en 1993 también por los musulmanes como una norma ética incondicional central en la Declaración hacia una ética global.